# UFC on Fox: dos Anjos vs. Cerrone 2
UFC on Fox: dos Anjos vs. Cerrone 2 (также известно как UFC on Fox 17) — событие организации смешанных боевых искусств Ultimate Fighting Championship, которое прошло 19 декабря 2015 года на спортивной арене Эмвей-центр в городе Орландо, штат Флорида, США.

## До турнира
Главным событием турнира стал бой за титул чемпиона UFC в лёгком весе между Рафаэлем дус Анжусом и претендентом на титул Дональдом Серроне. дус Анжус и Серроне уже встречались друг с другом на UFC Fight Night: Condit vs. Kampmann 2, тогда победу одержал дус Анжус единогласным решением.
Также одним из главных событий стал бой между тяжеловесами Жуниором дус Сантусом и Алистаром Оверимом.
Жермен де Рандами отказалась от боя с Сарой Кауфман в связи с травмой. Её заменила уроженка Кыргызстана Валентина Шевченко, одержавшая в своём дебютном бое UFC убедительную победу несмотря на то, что имела всего неделю на подготовку.

## Бои
| Категория                            |                      |      |                   | Способ                                     | Раунд | Время |
| Основные бои (Fox)                   |                      |      |                   |                                            |       |       |
| Лёгкий веc                           | Рафаэл дус Анжус (ч) | поб. | Дональд Серроне   | Технический нокаут (удары)                 | 1     | 1:06  |
| Тяжёлый веc                          | Алистар Оверим       | поб. | Жуниор дус Сантус | Технический нокаут (удары)                 | 2     | 4:43  |
| Лёгкий веc                           | Нейт Диас            | поб. | Майкл Джонсон     | Единогласное решение (29-28, 29-28, 29-28) | 3     | 5:00  |
| Женский минимальный вес              | Каролина Ковалькевич | поб. | Ранда Маркос      | Единогласное решение (29-28, 29-28, 30-27) | 3     | 5:00  |
| Предварительные бои (Fox Sports 1)   |                      |      |                   |                                            |       |       |
| Полулёгкий вес (до 68 кг)            | Шарлис Оливейра      | поб. | Майлс Джури       | Удушающий приём (гильотина)                | 1     | 3:05  |
| Средний вес                          | Нейт Марквардт       | поб. | Си Би Доллауэй    | Нокаут (удар)                              | 2     | 0:28  |
| Женский легчайший вес                | Валентина Шевченко   | поб. | Сара Кауфман      | Раздельное решение (28-29, 29-28, 29-28)   | 3     | 5:00  |
| Средний вес                          | Тамдан Маккрори      | поб. | Джош Самман       | Удушающий приём (треугольник)              | 3     | 4:10  |
| Лёгкий вес                           | Ник Ленц             | поб. | Дэнни Кастильо    | Раздельное решение (28-29, 29-28, 30-27)   | 3     | 5:00  |
| Полулёгкий вес                       | Коул Миллер          | НС   | Джим Алерс        | Не состоялся (тычок в глаз)                | 2     | 1:44  |
| Предварительные бои (UFC Fight Pass) |                      |      |                   |                                            |       |       |
| Полусредний вес                      | Камару Усман         | поб. | Леон Эдвардс      | Единогласное решение (29-28, 30-27, 29-28) | 3     | 5:00  |
| Полусредний вес                      | Висенте Луке         | поб. | Хайдер Хасан      | Удушающий приём (анаконда)                 | 1     | 2:13  |
| Тяжёлый вес                          | Франсис Нганну       | поб. | Луис Энрике       | Нокаут (удар)                              | 2     | 2:53  |

## Награды
Следующие бойцы получили бонусные выплаты в размере $50 000:
- Лучший бой вечера: Нейт Диас против Майкла Джонсона

- Выступление вечера: Рафаэл дус Анжус и Висенте Луке